# حسان باندي
حسان باندي (بالفرنسية: Hassane Bandé)‏ ( مواليد 30 أكتوبر 1998) هو لاعب كرة قدم من بوركينا فاسو يلعب كمهاجم لفريق أياكس أمستردام في الدوري الهولندي الممتاز .

## روابط خارجية
- حسان باندي على موقع الاتحاد الأوربي (الإنجليزية)
- حسان باندي على موقع إي إس بي إن إف سي (الإنجليزية)
- حسان باندي على موقع قاعدة بيانات كرة القدم.إي يو (الإنجليزية)
- حسان باندي على موقع ناشيونال فوتبول تيمز (الإنجليزية)
- حسان باندي على موقع Soccerbase.com (لاعب) (الإنجليزية)
- حسان باندي على موقع Soccerway.com (الإنجليزية)
- حسان باندي على موقع عالم كرة القدم.نت (الإنجليزية)